# Scottsburg (Nowy Jork)
Scottsburg – jednostka osadnicza w Stanach Zjednoczonych, w stanie Nowy Jork, w hrabstwie Livingston.